# Ада Лъвлейс
Вижте пояснителната страница за други личности с името Ада.
Ейда Кинг, графиня на Лъвлейс, родена Огъста Ейда Байрон (на английски: Augusta Ada King, Augusta Ada Byron), е английска математичка, единственото законно дете на поета Лорд Байрон. Днес е известна като Ада Лъвлейс.
Става известна с превода си на научната статия „Елементи от аналитичната машина на Чарлз Бабидж“ за машина, наподобяваща компютър, към който тя добавя свои бележки. Днес тя се смята за първия програмист в историята, след като написва алгоритъм за намиране на числата на Бернули в такава форма, че да бъде разчетена от машината (т.е. компютърна програм За разлика от мнозина, включително и самия Бабидж, които отбелязват само полезността на машината за математически изчисления, Ада Лъвлейс успява да прозре отвъд това и да предугади потенциала на компютрите.
Ада Лъвлейс е родена на 10 декември 1815 г. в Лондон. Тя е единственото законно дете на знаменития поет романтик лорд Джордж Байрон, но бракът между него и майка ѝ Ан Изабела Милбанк продължава само около година. Родителите на Ада се разделят едва месец след раждането ѝ. Малко след това Лорд Байрон напуска Англия завинаги и тъй като през 1824 г. умира в Гърция, Ада така и никога не се среща с баща си.
Ада расте като болнаво и много слабо дете и прекарва цялото си детство у дома над книгите. На 13-годишна възраст се разболява от шарка, в резултат на която дълго остава парализирана и близо година прекарва на легло. С образованието ѝ се заемат частни учители, сред които са известни учени и математици като Огъстъс де Морган – първият професор по математика на Лондонския университет. В свое писмо до лейди Байрон Морган предрича следата, която възпитаничката му ще остави, съзирайки огромния ѝ потенциал и откривателски дух.
През 1833 г., на 17-годишна възраст, Ада Лъвлейс се запознава с един от големите учени на епохата, с когото стават приятели за цял живот. Това е Чарлз Бабидж, лукасов професор по математика в Кеймбридж. Двамата започват да водят усилена кореспонденция по теми като математика, логика и други науки. По това време Бабидж вече е популярен в Лондон като изобретател на механична машина за математически изчисления, наподобяваща компютър, която смята с точност до 20 знака. През 1823 г. правителството отпуска първата субсидия за проекта му, наречен „Аналитичната машина на Бабидж“, но изграждането ѝ продължава десет години, конструкцията все повече се усложнява и през 1833 г. финансирането е прекратено. Ада има шанса да види машината преди да бъде завършена, запленена е от идеите на Бабидж и го насърчава да продължи работата си по проекта.
Самият Бабидж никога не пише за своите изобретения, но през 1842 г. италианският математик и инженер Луиджи Менабрия (който впоследствие става министър-председател на Италия – от 1867 до 1869 г.), публикува в швейцарско издание на френски език статия, озаглавена „Елементи от аналитичната машина на Чарлз Бабидж“. Ада превежда статията от френски на английски език, като при превода добавя извънредно много собствени идеи. Сред тях е неин метод за автоматично пресмятане на уравненията на Бернули с машината. Именно този метод се смята за първия алгоритъм, писан специално за изчислителна машина, или иначе казано първата компютърна програма.
Графинята на Лъвлейс (титла, която получава като съпруга на Уилям Кинг – граф на Лъвлейс) умира от рак на 27 ноември 1852 г. Освен съпруга ѝ, който я изоставя малко преди смъртта ѝ след разговор, чието естество никога никой не узнава, я надживяват трите ѝ деца. По нейно собствено желание е погребана до баща си в гробището на църквата „Света Мария Магдалена“ в Хъкнал, Нотингамшър.

## През 1998 г. Британското компютърно общество учредява медал в чест на Графинята на Лъвлейс, който се дава за заслуги в областта.
Езикът за програмиране Ada, създаден по поръчка на Министерството на отбраната на САЩ, е кръстен на нейно име.